# Солдаты неудачи
«Солдаты неудачи» (англ. Tropic Thunder) — комедийный боевик 2008 года, в котором Бен Стиллер выступил в качестве режиссёра, сценариста и актёра. Это пародия на многие известные голливудские фильмы о Вьетнамской войне и спецназе США: «Апокалипсис сегодня», «Слёзы солнца», «Мы были солдатами», «Взвод», «Хищник», «Цельнометаллическая оболочка» и другие.
Оригинальное название фильма «Тропический гром», вероятно, является отсылкой к прозвищу американской 25-й пехотной дивизии «Тропическая молния», чьё участие во Вьетнамской войне отображено в фильме «Взвод».
Исполнители роли второго плана Роберт Дауни-младший и Том Круз за актёрскую работу в ленте были номинированы на премию «Золотой глобус». Дауни-младший также был номинирован на премии «Оскар», BAFTA, премию Гильдии киноактёров США.

## Сюжет
В течение съёмок фильма о войне во Вьетнаме по книге ветерана Джона «Четырёхлистника» Тэйбэка (Ник Нолти) «Солдаты удачи» (в оригинале «Тропический гром») из-за неслаженной работы съёмочной группы, состоящей из угасающей звезды боевиков Тагга Спидмана (Бен Стиллер), лауреата пяти премий «Оскар» Кирка Лазаруса (Роберт Дауни мл.), звезды рэпа Альпа Чино (Брэндон Т. Джексон), наркомана-комедианта Джеффа Портноя (Джек Блэк) и молодого актёра Кевина Сандаски (Джей Барушель), происходит трюковой взрыв стоимостью 4 миллиона долларов, который камеры не успевают снять. Некоторые начинают считать, что «самый дорогой фильм о войне так и не будет снят». В этих условиях режиссёр фильма Дэмиен Ройчленан (Стив Куган) получает от исполнительного продюсера Леса Гроссмана (Том Круз) наставление вернуть съёмки в нормальное состояние.
По совету Тэйбэка Ройчленан десантирует избалованных актёров в джунгли Вьетнама, где установлены скрытые камеры и взрывчатка для спецэффектов для того, чтобы снять фильм в стиле реалити-шоу. Актёрам он выдаёт только карту и расстановку сцен, с их помощью они должны добраться до вертолёта. В результате несчастного случая режиссёр подрывается на мине, оставленной ещё французами в эпоху колонизации, но Спидман убеждает себя и всех (кроме Лазаруса), что смерть Ройчленана — спецэффект.
Оказывается, что актёров десантировали в самый центр Золотого треугольника — территории наркоторговцев из банды Огненных драконов. Когда Тэйбэк и пиротехник Коди (Дэнни Макбрайд) прибывают на место смерти режиссёра, их берут в плен бандиты из Огненных драконов. Следом открывается тайна Тэйбэка: на самом деле он никогда не воевал на Вьетнамской войне, и руки у него в целости и сохранности. Актёры продолжают свой путь по джунглям. Далее Лазарус и Сандаски разоблачают Спидмана и доказывают остальным, что тот ведёт их по неверному пути. Четвёрка принимает решение попытаться покинуть джунгли, в то время как Спидман продолжает двигаться в соответствии со сценарием и расстановкой сцен в одиночку.
Спидмана похищают и отправляют на героиновую фабрику, в то время как он уверен, что находится в лагере военнопленных из сценария фильма. Вскоре бандиты понимают, что к ним в руки попал актёр из фильма «Дебил Джек» (англ. Simple Jack, «Джек-простак»), единственного фильма, VHS-кассета которого у них была, и заставляют его играть Джека на сцене по нескольку раз в день. Тем временем в Лос-Анджелесе агент Спидмана Рик Долбер (Мэттью Макконахи) пытается договориться с незаинтересованным Гроссманом, не выполняющим условия контракта, гарантирующего Таггу Спидману наличие у него персонального цифрового записывающего устройства TiVo на время съёмок. Прямо на совещании раздаётся звонок от Огненных драконов, которые выдвигают свои условия за освобождение Спидмана. Гроссман вместо выполнения этих условий оскорбляет бандитов и поясняет Долберу, что выручит больше денег на смерти Спидмана, чем потеряет на провале фильма, и предлагает Рику за молчание реактивный самолёт «Гольфстрим 5».
Остальные актёры, двигаясь по джунглям, натыкаются на героиновую фабрику Огненных драконов. Они видят, как над Спидманом потешаются бандиты и решают освободить его. Лазарус прикидывается фермером, который нашёл у себя на ферме Джеффа и отвлекает солдат, пока Чино и Сандаски проникают на территорию фабрики, где находятся заложники. После того, как бандиты убеждаются в нереальности придуманной Лазарусом истории, актёры открывают огонь по банде, временно оставляя их недееспособными.
Портной, Сандаски, Чино и Лазарус находят Спидмана; Коди и Тэйбэк пытаются улететь на вертолёте. Банда, которая против этой затеи, преследует их до моста, который заминировал Коди. Спидман просит оставить его со своей новой «семьёй», но очень быстро возвращается с головорезами из банды «на хвосте». Тэйбэк взрывает мост как раз в тот момент, когда Спидман добегает до его конца, что чудом спасает ему жизнь. Все садятся в вертолёт, поднимаются в воздух, а бандиты стреляют в него из гранатомёта. В последнюю минуту из джунглей вылезает Рик Долбер с TiVo в руках. Он кидает его вверх, и заряд взрывает не вертолёт, а TiVo. Рик спасает всех.
По материалам, которые отсняли скрытые камеры, монтируется фильм. Этот фильм получает 8 «Оскаров», а Спидман, наконец, удостаивается статуэтки за лучшую мужскую роль.

## В ролях
| Актёр                | Роль                                                                                   | Описание |
| -------------------- | -------------------------------------------------------------------------------------- | --- |
| Бен Стиллер          | актёр Тагг Спидман                                                                     | Высокооплачиваемый и почти забытый герой боевиков, прославившийся благодаря роли супергероя в серии фильмов «Жарища», но намеревающий сниматься в серьёзных драматических фильмах. Первый такой фильм с его участием в главной роли — «Дебил Джек», где Спидман играл умственно отсталого фермера, умеющего говорить с животными — с треском провалился в прокате, а критики назвали его одним из самых худших фильмов всех времён. Фильм «Солдаты неудачи» предваряется несколькими фальшивыми кинотрейлерами, среди которых «Жарища» — усредненная пародия на боевики 90-х со Шварценегером, Сталлоне и другими суперзвездами боевиков, но своим пост-апокалиптическим мотивом напоминающий «Безумного Макса». |
| Роберт Дауни-младший | актёр Кирк Лазарус                                                                     | Австралийский актёр, пятикратный лауреат «Оскара». Голубоглазый блондин, который уверен, что нет той роли, с которой он бы не справился. Знаменит полным погружением в образ героя и недавно перенёс неоднозначную пластическую операцию по изменению кожной пигментации ради роли сержанта-афроамериканца Линкольна Осириса в фильме «Солдаты удачи», хотя подвергается жесткой критике со стороны Альпа Чино, утверждающего, что белый «кенгуру Джекпот» принципиально не способен сыграть чернокожего. Фильм предваряет фальшивый трейлер к фильму «Переулок сатаны» — пародия на фильм «Горбатая гора». |
| Джек Блэк            | актёр Джефф Портной                                                                    | Комедийный актёр-наркоман, способный изобразить на экране только приступы метеоризма, для которого участие в съёмках фильма — последний шанс спасти свою карьеру, так как из-за проблем с наркотиками никто не хочет с ним связываться. Является отсылкой к комедийному актеру Крису Фарли, как раз умершему из-за наркотиков в 1997 году. Фильм предваряет трейлер к последнему фильму Портноя «Жирдяи: пердофильм второй», в котором все главные роли играет Портной — пародия на фильм «Чокнутый профессор 2: Семья Клампов». |
| Брэндон Т. Джексон   | рэпер Альпа Чино                                                                       | Имя героя — игра слов на основе имени голливудского актёра Аль Пачино. Находясь «по уши в попках и сиськах по 24 часа в сутки» и исполняя свои песни для «горячих кисок», он втайне от всех мечтает о неком Лэнсе (Лэнс Басс — бывшем участнике группы ’N Sync, с которым и обнимается в финальной сцене вручения «Оскара»). Персонаж основан на многих рэп-исполнителях, подавшихся в актеры, а гомосексуальность Альпы — это обыгрыш шутки на тему, что среди рэперов геев нет. Фильм предваряет фальшивая реклама продуктов, продвигаемых Альпой Чино, с характерными названиями «Трахотоник» и «Яйцебум». |
| Джей Барушель        | актёр Кевин Сандаски                                                                   | Молодой начинающий актёр. В отличие от других, он всё-таки прочитал сценарий и книгу, по которой снимают фильм, а также прошёл начальный курс военной подготовки, что делает его единственным хотя бы чуть-чуть компетентным в плане выживания участником актерского состава. Является отсылкой к актерам, которые серьезно готовятся к роли и дотошны к деталям. В конце фильма целует Дженнифер Лав Хьюитт, с которой, возможно, начал встречаться |
| Ник Нолти            | сержант Джон «Четырёхлистник» Тэйбэк                                                   | Написал автобиографию, по мотивам которой снимается фильм. Позиционирует себя как участник войны во Вьетнаме и брутальный отставной военный, якобы лишившийся в бою кистей обеих рук. В действительности оказывается лжеветераном, который не терял свои руки, никогда не был на войне и служил в береговой охране в подразделении ассенизации, а все свои приключения выдумал. В этом образе высмеяны писатели, которые пишут про суровую жизнь и соответствующим образом подают себя читателям, в то время как на деле ведут совершенно противоположный образ жизни. |
| Стив Куган           | Дэмиен Ройчленан                                                                       | Британский режиссёр фильма. Не может справиться с актёрами и заставить их работать, из-за чего фильм отстаёт от графика, а деньги тратятся впустую. На антикризисном совещании Ройчленан в связи с этим получает «в морду от всей души» от Леса Гроссмана — спонсора, что заставляет его пойти на крайние меры: отправить актёров в джунгли на территорию наркомафии и «оставить их там на произвол судьбы» для того, чтобы снять фильм о войне в формате реалити-шоу. Гибнет, подорвавшись на мине во время съёмок фильма. |
| Дэнни Макбрайд       | Коди Андервуд                                                                          | Специалист по взрывчатке и пилот вертолёта. Он является пироманом. В своё время заработал первые свои шрамы на съёмках мелодрамы «Шофёр мисс Дэйзи» — неторопливого фильма в жанре семейной саги, в котором нет ни одного даже более или менее рискованного момента (не говоря уже о взрывах). Чуть не ослепил Джейми Ли Кёртис в картине «Чумовая пятница». |
| Мэттью Макконахи     | Рик Долбер                                                                             | Агент Тагга Спидмана. Будучи единственным другом Тагга, «сдал» его в обмен на реактивный «Гольфстрим 5», но потом прилетел к нему на помощь во Вьетнам на этом же самолёте. Имеет слабоумного сына. |
| Билл Хейдер          | Роб Слолом                                                                             | Помощник Леса Гроссмана. Абсолютно верен своему боссу и выполняет все его приказы, хотя сам Лес говорит, что с его работой справилась бы даже обезьяна. |
| Брэндон Су Ху        | Чан                                                                                    | Молодой лидер группировки «Огненный дракон». Прототипами персонажа стали близнецы Джонни и Лютер Хту. Является поклонником фильма «Дебил Джек», единственного фильма во всей округе, что ненароком спасло жизнь Таггу Спидману. |
| Реджи Ли             | Бён                                                                                    | Второй в иерархии «Огненного дракона». Имеет комичный азиатский акцент, из-за которого его не понимают остальные, что его выводит из себя. |
| Том Круз             | Лес Гроссман                                                                           | Миллиардер, на чьи деньги снимается фильм. Вспыльчивый и эгоистичный. Личная импровизация загримированного почти до неузнаваемости Тома Круза, высмеивающая эгоистичных миллиардеров, которых волнует только выгода и которым плевать на жертвы. |
| Джастин Теру         | наводчик вертолёта UH-1 Huey / диджей из фильма «Образцовый самец» (в удалённой сцене) | Соавтор сценария, сыграл в самом фильме две эпизодические роли |

Различные актёры и знаменитости снялись в фильме в роли себя, в том числе Тоби Магуайр, Тайра Бэнкс, Мария Менунос, Мартин Лоуренс, группа «The Mooney Suzuki», Джейсон Бейтман, Лэнс Басс, Дженнифер Лав Хьюитт, Алисия Сильверстоун и Джон Войт. Кристин Тейлор, Мини Анден, Энтони Руйвивар, Рейчел Эйвери, Иветт Николь Браун и Шон Пенн сыграли в фильме роли второстепенных персонажей.

## Создание

### Сценарий
Идея снять фильм у Бена Стиллера появилась на съёмках фильма «Империя Солнца» 1987 года, в котором он играл небольшую роль. Стиллер хотел снять фильм о самовлюблённых актёрах, попавших на реальную войну. Снять пародию на другие фильмы о вьетнамской войне, столь популярных в те годы, казалось Стиллеру хорошей идеей. Но сюжет о том, как актёров забросили для большей натуральности в самое пекло, сначала показался Стиллеру не очень подходящим для комедии.

### Съёмки
За съёмки фильма взялась киностудия DreamWorks в 2006 году. Подготовка заняла шесть месяцев, большая часть этого времени ушла на поиски подходящих мест для съёмки. Хотя первоначально фильм хотели снимать в Южной Калифорнии, было принято решение о переносе места съёмок на гавайский остров Кауаи, на котором у Стиллера есть дом. Часть съёмок проходила также на студии Universal. Остров впервые был изучен самим Стиллером в 2004. Процесс съёмок фильма стартовал, когда Бен обсудил все формальности с местными властями.
Первая съёмочная студия с работающей командой появилась на острове в декабре 2006. Съёмки стартовали в июле 2007 и проходили в течение 13 недель на 7 разных локациях острова. После завершения было объявлено, что «Солдаты неудачи» стали самым масштабным проектом, снятым на острове. Только в массовке было задействовано более 500 человек, изображающих жителей вьетнамских деревень.
Для того, чтобы военные сцены фильма выглядели естественно, их съёмку корректировал представитель от компании Warriors Inc. Он, в частности, инструктировал актёров по вопросам, связанным с ношением, стрельбой и перезарядкой оружия. Взрыв напалма в начале фильма потребовал установки 137-метрового ряда бочек, наполненных бензином и дизельным топливом (всего 4165 литров). Время взрыва составило 1,25 секунды, он был произведён всего один раз и запечатлён с восьми разных ракурсов. Общий взрыв состоял из 12 отдельных, максимальный размер в высоту огненного столба, который образовался в результате, достиг 107 метров.

### Спецэффекты
Спецэффекты к фильму были сделаны на 6 разных студиях. Их количество во всём фильме превышает 500 штук, некоторые из них корректировались, убирались или заменялись новыми по результатам реакции на них контрольной группы зрителей. CIS Visual Effects Group в содружестве с Scorcher VI подготовили трейлер и двенадцать дополнительных спецэффектов для релиза на DVD. Некоторые взрывы и падения были «дорисованы», поэтому на экране они смотрятся выразительнее, нежели были в реальности.

## Релиз
Премьера фильма состоялась 11 августа 2008 в Mann Village Theatre в Westwood штат Калифорния за два дня до официального релиза фильма в кинотеатрах. Более 200 представителей общественности пикетировали премьеру фильма, считая его оскорбляющим чувства умственно отсталых людей. По словам собравшихся, это был первый случай их совместного выступления. В результате протеста премьерный показ фильма, который обычно проходит открытым для общественности и СМИ, состоялся в закрытом режиме с увеличенным числом представителей служб безопасности. На премьере фильма в Англии в сентябре 2008 никаких протестов организовано не было.
Премьерный показ был изначально запланирован на 11 июля 2008, но позже он был перенесён на 15 августа. Из-за этого переноса компании 20th Century Fox пришлось также сместить релиз комедии «Знакомьтесь: Дэйв» и анимационного фильма «Звёздные войны: Война клонов». В студии посчитали, что третья неделя августа — более привлекательный период времени, чем начало лета, потому что ученики возвращаются в школы.

## Саундтрек
| №   | Название                                                   | Автор(ы)                                                                     | Исполнитель(и)               | Длительность |
| --- | ---------------------------------------------------------- | ---------------------------------------------------------------------------- | ---------------------------- | ------------ |
| 1.  | «Name of the Game» (The Crystal Method's Big Ass T.T. Mix) | Ken Jordan, Scott Kirkland, Tom Morello                                      | The Crystal Method           | 5:11         |
| 2.  | «Ball of Confusion (That's What the World Is Today)»       | Barrett Strong, Norman J. Whitfield                                          | The Temptations              | 4:08         |
| 3.  | «Run Through the Jungle»                                   | John Fogerty                                                                 | Creedence Clearwater Revival | 3:05         |
| 4.  | «Sadeness (Part I)»                                        | M.C.Curly, David Fairstein, Frank Peterson                                   | Enigma                       | 4:13         |
| 5.  | «U Can't Touch This»                                       | Rick James, MC Hammer, Alonzo Miller                                         | MC Hammer                    | 4:14         |
| 6.  | «Ready Set Go»                                             | Nick Grant                                                                   | Ben Gidsjoy                  | 5:00         |
| 7.  | «I Just Want to Celebrate»                                 | Dino Fekaris, Nickolas Zesses                                                | The Mooney Suzuki            | 3:51         |
| 8.  | «I'd Love to Change the World»                             | Alvin Lee                                                                    | Ten Years After              | 3:43         |
| 9.  | «The Pusher»                                               | Hoyt Axton                                                                   | Steppenwolf                  | 5:48         |
| 10. | «Movin' on Up»                                             | Jeff Barry, Ja'net Dubois                                                    | Ja'net DuBois                | 1:08         |
| 11. | «Frankenstein»                                             | Edgar Winter                                                                 | The Edgar Winter Group       | 4:45         |
| 12. | «Sometimes When We Touch»                                  | Dan Hill, Barry Man                                                          | Dan Hill                     | 4:08         |
| 13. | «War»                                                      | Strong, Whitfield                                                            | Эдвин Старр                  | 4:08         |
| 14. | «I Love Tha Pussy»                                         | Cisco Adler, Darryl Farmer, Micah Givens, Ronald Jackson, Brandon T. Jackson | Brandon T. Jackson           | 3:23         |
| 15. | «Get Back»                                                 | Cisco Adler, Darryl Farmer, Micah Givens, Ronald Jackson, Brandon T. Jackson | Ludacris                     | 4:34         |

## Критика
Агрегатор рецензий Rotten Tomatoes дает фильму рейтинг 82% на основе 253 обзоров со средним рейтингом 7,1 из 10. На Metacritic рейтинг одобрения составляет 71 из 100 на основе 39 рецензий, что указывает на «в целом положительные отзывы».

## Награды и номинации
- 2009 — номинация на премию «Оскар» за лучшую мужскую роль второго плана (Роберт Дауни мл.)
- 2009 — номинация на премию BAFTA за лучшую мужскую роль второго плана (Роберт Дауни мл.)
- 2009 — две номинации на премию «Золотой глобус» за лучшую мужскую роль второго плана (Роберт Дауни мл. и Том Круз)
- 2009 — номинация на премию Гильдии киноактёров США за лучшую мужскую роль второго плана (Роберт Дауни мл.)

## Факты
- Российский слоган фильма — «Они сражались за „Оскар“».
- Прототипами малолетнего лидера преступной группировки Трана стали близнецы Джонни и Лютер Хту[9].
- В финальной сцене вручения «Оскара» за лучшую мужскую роль номинируются Том Хэнкс, Шон Пенн, Тоби Магуайр, Джон Войт (все они за свою кинокарьеру исполняли роли слабоумных) и сам Тагг Спидман.
- В 1999—2000 годах Бен Стиллер сделал своего рода пародию для MTV Movies Awards на Тома Круза во время съёмок фильма «Миссия: Невыполнима-2». Он изобразил эксцентричного дублёра Тома Круза, который для большего сходства со звездой даже сменил себе имя на Tom Crooze. Пародия выполнена в псевдодокументальном стиле: интервью звезды и дублёра, сцен со съёмочной площадки и процесса репетиций. Сам Том Круз принял участие в этом проекте, сыграв самого себя.